# Franciszek Witthoff
Franciszek Withoff (ur. 11 grudnia 1717, zm. 20 kwietnia 1780) – prezydent Starej Warszawy w latach 1769−1779, wójt Starej Warszawy w latach: 1764, 1767, 1768 i 1774−1776.